# Église Saint-Vaast de Proyart
Pour les articles homonymes, voir Église Saint-Vaast.
L'église Saint-Vaast est une église catholique située à Proyart, dans le département de la Somme, à l'est d'Amiens.

## Historique
L’église de Proyart datant des XVe et XVIe siècles fut ravagée lors des invasions espagnoles de 1636 et 1654. Elle avait été restaurée au XVIIIe siècle, la nef et les bas-côtés furent rétablis en 1777. L'édifice fut totalement détruit en 1918 au cours de la Première Guerre mondiale et fut reconstruit durant l'entre-deux-guerres sur les plans de l'architecte Paul Rabant. 
L'église a été labellisée « Patrimoine du XXe siècle » par le ministère de la Culture et de la Communication. Ce label est remplacé depuis 2016 par le label Architecture contemporaine remarquable (A.C.R.).

## Caractéristiques
L'église de Proyart a été reconstruite en pierre en style néo-roman sur les fondations de l'édifice antérieur. Son plan reprend le plan basilical traditionnel avec nef, transept et chœur. La tour-clocher à la toiture d'ardoise à quatre pans, traditionnelle en Picardie, domine l'édifice il abrite trois cloches. En 2018, l'état du bâtiment notamment la façade est très dégradé.

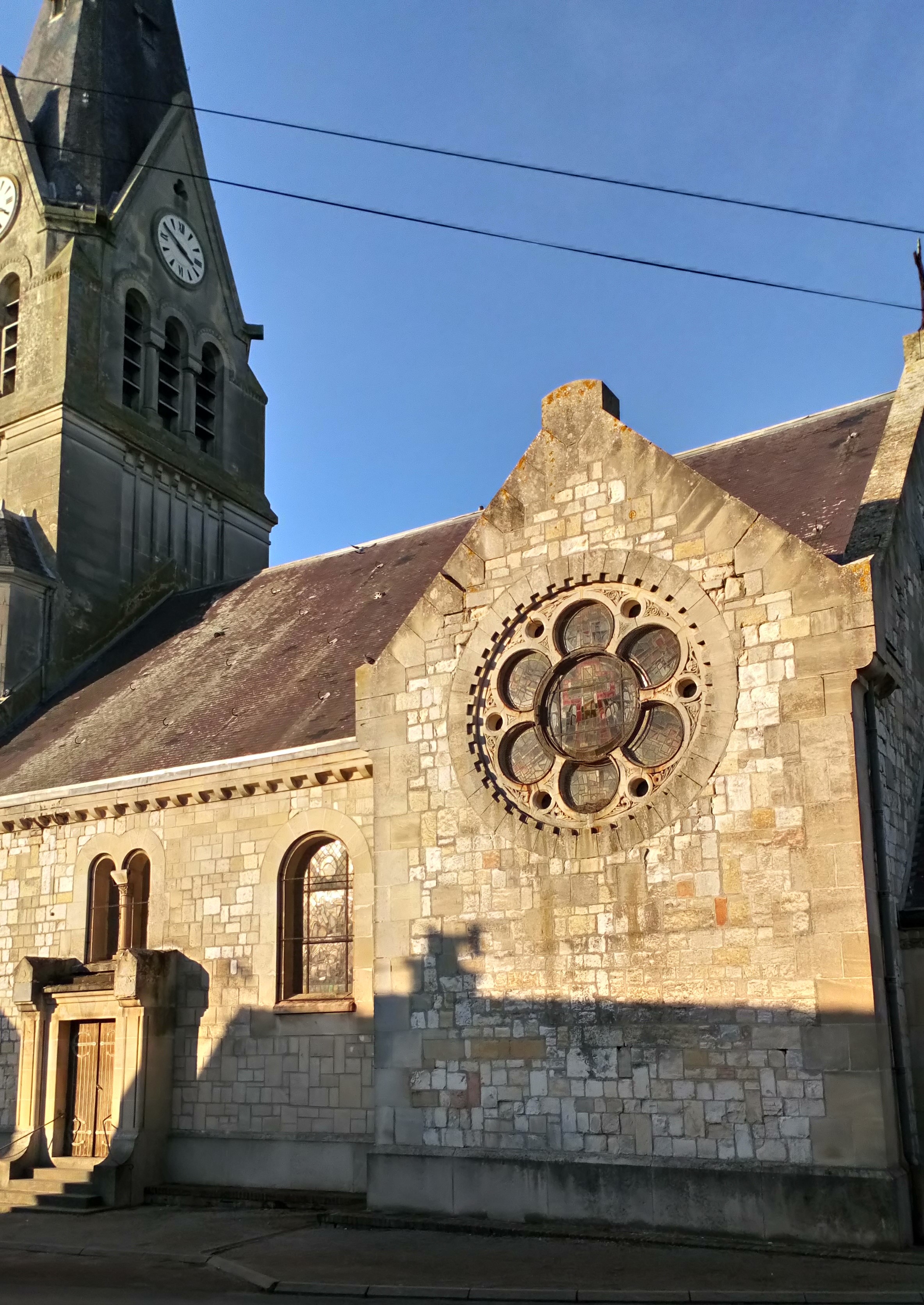
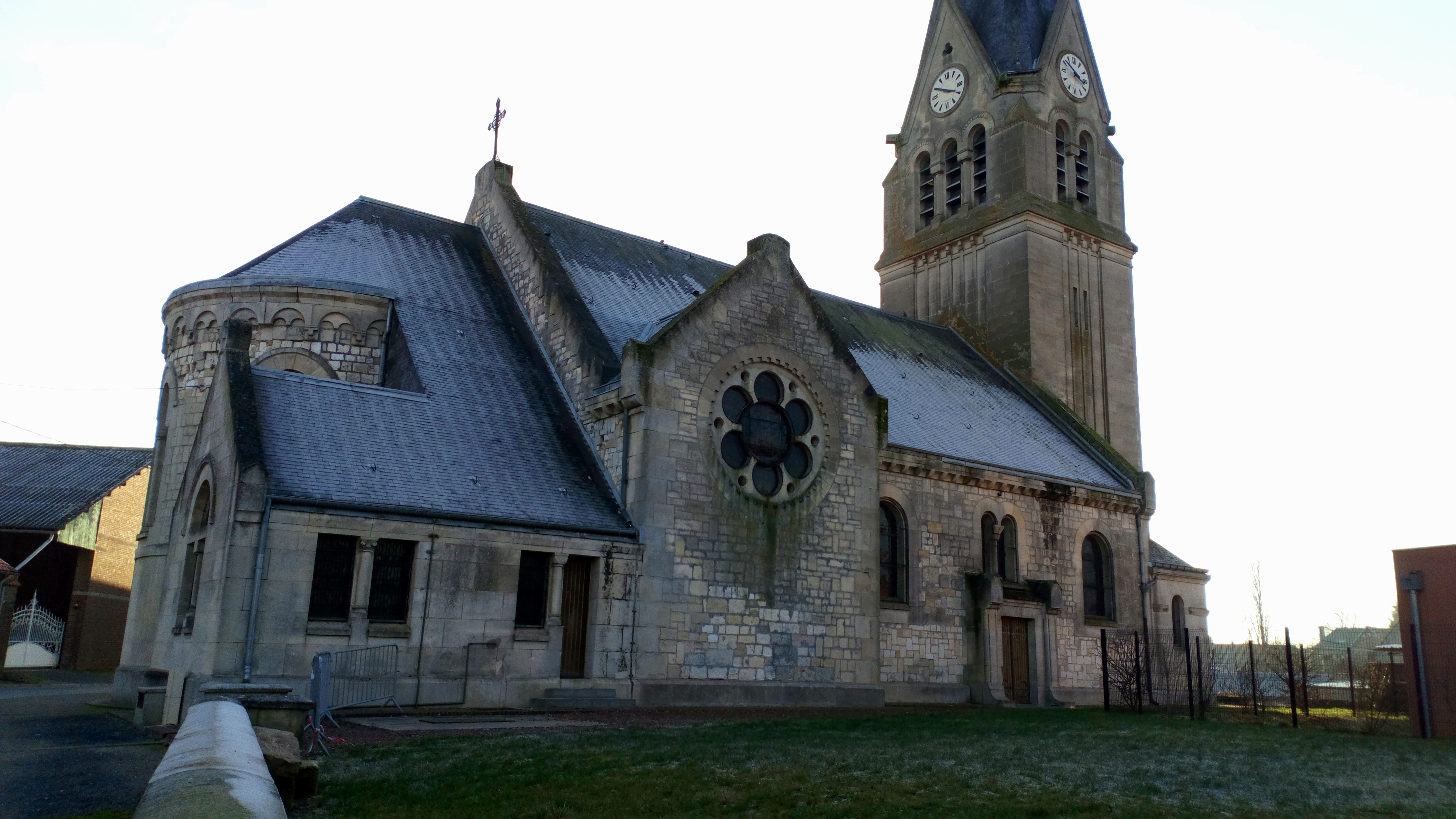
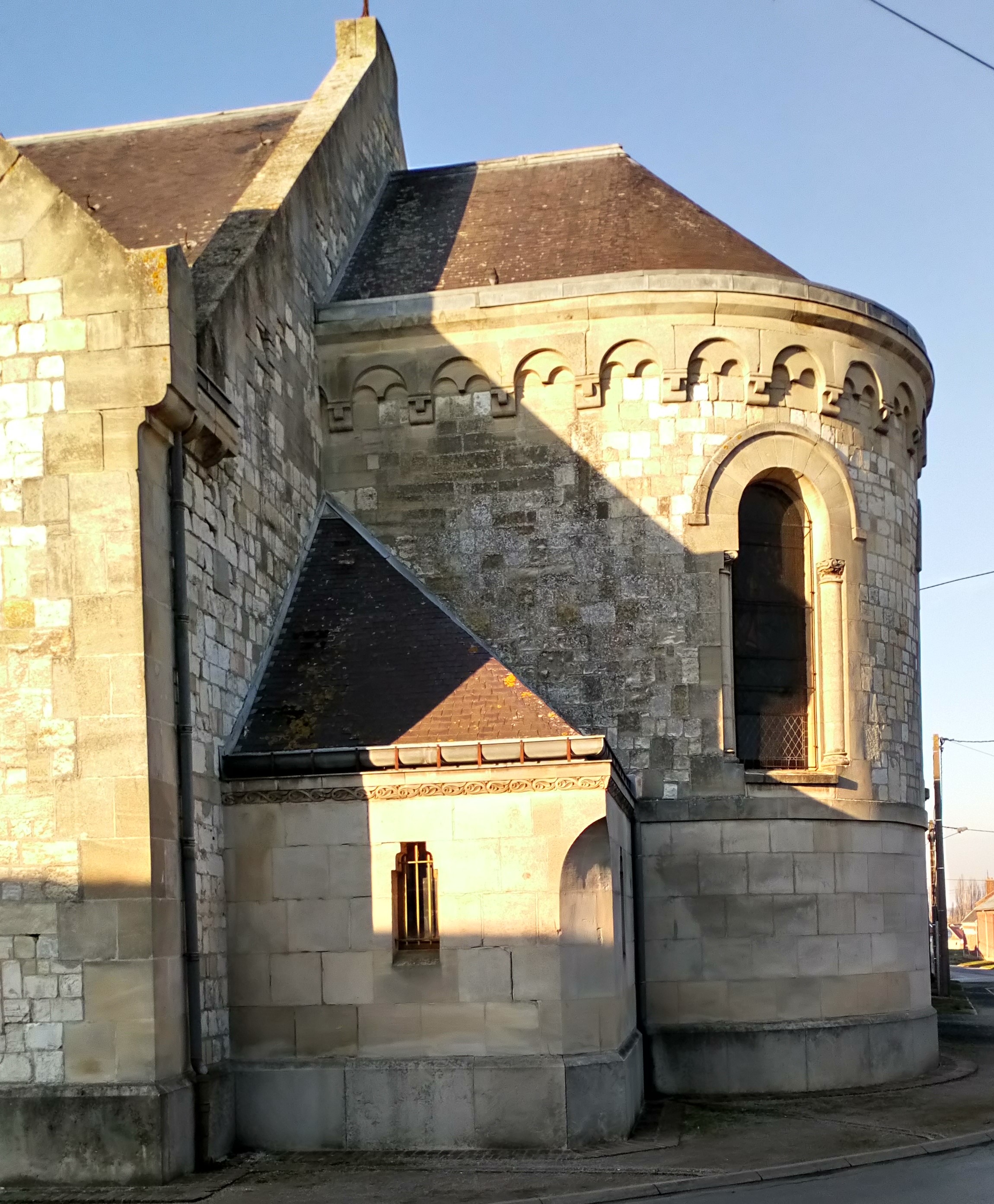

## Mobilier
Le maître-autel du XVIIIe siècle, classé monument historique au titre d'objet en 1907, a disparu.